# Dichoropetalum scoparium
Dichoropetalum scoparium är en växtart i släktet Dichoropetalum och familjen flockblommiga växter.
Arten är en perenn ört som förekommer i nordöstra Irak och västra Iran. Den beskrevs först som Johrenia scoparia av Pierre Edmond Boissier  1846, och fick sitt nu gällande namn av Michail Pimenov och Jevgenij Kljujkov 2007.